# André André
André Filipe Brás André (Vila do Conde, 26 augustus 1989) – voetbalnaam André André – is een Portugees voetballer die bij voorkeur als centrale middenvelder speelt. Hij tekende in 2015 bij FC Porto. In 2015 debuteerde hij voor Portugal.

## Clubcarrière
André André speelde in de jeugd voor Varzim SC en FC Porto. In 2008 debuteerde hij voor Varzim SC. In de eerste seizoenshelft van het seizoen 2010/11 speelde hij voor Deportivo B. In 2011 keerde de centrale middenvelder terug naar Varzim SC. In 2012 tekende hij bij Vitória SC. Op 19 augustus 2012 debuteerde hij in de Primeira Liga tegen Sporting Clube de Portugal. Op 9 december 2012 maakte André André zijn eerste competitietreffer voor Vitória tegen SC Olhanense. Op 19 augustus 2013 maakte hij zijn Europees debuut in de UEFA Europa League tegen HNK Rijeka. Tijdens het seizoen 2014/15 maakte de Portugees international elf doelpunten in 31 competitiewedstrijden.

## Interlandcarrière
Op 31 maart 2015 maakte André André zijn opwachting voor Portugal in de vriendschappelijke interland tegen Kaapverdië. Hij viel na 65 minuten in voor Cédric Soares. Portugal verloor de oefenwedstrijd met 0–2 van Kaapverdië. Op 17 november 2015 maakte hij zijn eerste interlanddoelpunt in een oefeninterland tegen Luxemburg (eindstand 0–2).